# Philippe Donnet (chef d'entreprise)
Philippe Donnet, né le 26 juillet 1960 à Suresnes, est le président directeur général du groupe Generali depuis le 17 mars 2016.

## Formation
Philippe Donnet entre à l'École polytechnique en 1980 et obtient son diplôme d'ingénieur en 1983; il y rencontre Claude Bébéar, le fondateur d'AXA, qui deviendra plus tard son mentor.

En 1986 il devient actuaire et obtient, en 1991, le titre d’actuaire agrégé à l'Institut des Actuaires de France,,.

## Carrière
En 1985, Philippe Donnet commence sa carrière dans l'assurance chez AXA, où il occupe différentes fonctions jusqu'en 1997, date à laquelle il est nommé directeur général adjoint d'AXA Conseil.
En 1999, Philippe Donnet est nommé directeur général d'AXA Assicurazioni en Italie, puis en 2001, directeur général régional, responsable de la région méditerranéenne, du Moyen-Orient, de l'Amérique latine et du Canada. En 2002, Philippe Donnet se voit confier le rôle de président-directeur général d'AXA Re ainsi que celui de président d'AXA Corporate Solutions. En 2003, il est nommé directeur général d'Axa Japon où il opère dans un contexte économique caractérisé par des taux d'intérêt très bas.
En 2006, il devient directeur général de l'ensemble de la région Asie-Pacifique,. 

En 2007, il quitte le secteur de l'assurance pour une période de six ans afin d’occuper le poste de directeur général de la région Asie-Pacifique chez Wendel Investissement à Singapour.

En 2010, Philippe Donnet fonde HLD, une société d'investissement.

### Carrière chez Generali
Philippe Donnet rejoint Generali en 2013 en tant que directeur national pour l'Italie et PDG de Generali Italia. Il prend en charge l'intégration de cinq marques du groupe Generali (Generali, Ina Assitalia, Toro, Lloyd Italico et Augusta). Au cours de la même période, à partir de février 2015, il occupe le poste de président de l'école de gestion MIB School of Management à Trieste pendant trois ans.
Nommé CEO du groupe Generali le 17 mars 2016,,, les résultats du groupe s'améliorent significativement sous sa direction entre 2016 et 2021: le résultat opérationnel progresse de 4,8 milliards pour atteindre 5,9 milliards d'euros (le meilleur résultat opérationnel jamais obtenu), le résultat net atteint 2,8 milliards contre 2,0 milliards d'euros, la dette baisse à 9,6 milliards contre 13 milliards.
En mai 2016, il est nommé président de Generali Italia, poste qu'il occupe jusqu'en août 2022. 

En 2022, le conseil d'administration sortant de Generali propose Philippe Donnet pour un troisième mandat en tant que Président- Directeur général (CEO). Le 29 avril 2022, Philippe Donnet est reconfirmé en tant que Président-Directeur général (CEO) groupe Generali, la majorité des votes de l'assemblée générale étant en faveur de sa reconduction.

## Vie privée
Philippe Donnet est un ancien joueur de rugby et il fait partie des principaux fabricants français de tonneaux en bois. 
Il est très attaché à la ville de Venise où il a choisi de résider; le 23 avril 2021, le maire Luigi Brugnaro lui a conféré la nationalité italienne. 

Passionné de cyclisme et de tennis, il a 3 enfants.

## Décorations
- Chevalier de l'ordre national du Mérite (2006)
- Chevalier de la Légion d'honneur (2016)[22]
- Chevalier de l'ordre du Mérite du travail en 2021[23]

### Autres récompenses
- En 2022[24], 2023[25] et 2024[26] il est nommé "Best CEO" du secteur de l'assurance dans le classement All-Europe Executive Team de Institutional Investors
- En 2023: 
  - la Foreign Policy Association lui décerne le "Prix de la responsabilité sociale des entreprises"[27]
  - la Fondazione Premio Galileo 2000 lui décerne le "Premio Galileo 2000"[28],[29]